# کنسرت (فیلم ۲۰۰۹)
کنسرت (به فرانسوی: Le Concert) فیلمی محصول سال ۲۰۰۹ و به کارگردانی ژان ژیرو است. در این فیلم بازیگرانی همچون الکسی گوسکف، ملانی لوران، دیمیتری نظروف، فرانسوا برلئان، میو-میو، لیونل آبلانسکی، لوران باتو، ولاد ایوانف، گیوم گالین، ماریا دینولسکو و رمزی بدیاایفای نقش کرده‌اند.